# 菲爾·柏堅遜
菲利普·約翰·"菲爾"·柏堅遜（英語：Philip John "Phil" Parkinson，1967年12月1日—）是一名英格蘭前足球員，司職中場，出身南安普顿，曾效力貝里，成名於雷丁，退役後擔任領隊。
柏堅遜是首位帶領一支第四級聯賽球隊（當時在英乙的巴拉福特）進軍温布萊球場進行一項主要盃賽決賽的領隊，於2013年的英格蘭聯賽盃負於史雲斯而屈居亞軍。

## 榮譽

### 領隊
高車士打
- 英格蘭足球甲級聯賽亞軍：2005-06年（升班）；

巴拉福特
- 英格蘭聯賽盃亞軍：2012-13年；
- 英格蘭足球乙級聯賽附加賽冠軍：2012-13年；

博爾頓
- 英格蘭足球甲級聯賽亞軍：2016-17年；

雷克斯漢姆
- 英格蘭足球全國聯賽冠軍：2022-23年；
- 英格蘭足總錦標亞軍：2021-22年；

### 球員
雷丁
- 英格蘭乙組〈III〉聯賽亞軍：2001/02年（升班）；

### 個人
- LMA足總盃年度最佳領隊：2015年[1]；
- 英乙每月最佳領隊：2011年12月；
- 英甲每月最佳領隊：2014年12月；
- 雷丁年度最佳球員：1997/98年、1998/99年；

## 外部連結
- BBC Essex interview on 6 May 2006 on achieving promotion with Colchester United
- 足球数据库：菲爾·柏堅遜的球员统计数据
- 足球資料庫：菲爾·柏堅遜的領隊統計數據
- League Managers Association profile